# Gambusia yucatana
Gambusia yucatana és un peix de la família dels pecílids i de l'ordre dels ciprinodontiformes.

## Morfologia
Els mascles poden assolir els 5,5 cm de longitud total.

## Distribució geogràfica
Es troba a Mèxic, Guatemala i Belize.